# Călin Georgescu
Călin Georgescu (* 26. března 1962, Bukurešť) je rumunský agronom, environmentalista, prominentní konspirační teoretik a krajně pravicový extremistický politik. V letech 2013 až 2015 působil jako prezident Evropského výzkumného centra pro Římský klub. Mezi lety 2015 a 2016 byl výkonným ředitelem Institutu globálního udržitelného indexu Organizace spojených národů v Ženevě a Vaduzu. V rumunských prezidentských volbách v listopadu a prosinci 2024 kandidoval jako nezávislý, v prvním kole získal nejvíce hlasů, 22,94 %.  Rumunský ústavní soud však před plánovaným druhým kolem zrušil celé volby a nařídil jejich opakování. Důvodem mělo být ovlivnění finálního výsledku nasazením masivního množství zdrojů a prostředků ze strany Ruské federace na sociální síti TikTok. Ke kandidatuře v opakovaných volbách nebyl připuštěn.

## Biografie
Narodil se roku 1962 v bukurešťské čtvrti Cotroceni v tehdejší Rumunské lidové republice. Jeho otcem byl Scarlat Georgescu, matkou Aneta Georgescu, rozená Popescu. V roce 1986 absolvoval obor rekultivace půdy na Univerzitě agronomických věd a veterinárního lékařství v Bukurešti, v roce 1999 získal titul Ph.D. v oboru pedologie (soil science).

### Politická kariéra
Georgescu byl v letech 2011, 2012 a 2016 navržen na post předsedy vlády. V roce 2020 byl nacionalistickou Aliancí pro sjednocení Rumunů (AUR), která tehdy vstoupila do rumunského parlamentu, navržen znovu. Během rumunské politické krize v roce 2021, která vyústila v odvolání vládního kabinetu Florina Cîțua, jej strana AUR navrhla opět na funkci premiéra.

#### Kandidatura na prezidenta
| Volby | Subjekt   | První kolo | První kolo | První kolo                                                        | Druhé kolo | Druhé kolo | Druhé kolo                             |
| Volby | Subjekt   | Hlasy      | %          | Výsledek                                                          | Hlasy      | %          | Výsledek                               |
| ----- | --------- | ---------- | ---------- | ----------------------------------------------------------------- | ---------- | ---------- | -------------------------------------- |
| 2024  | nezávislý | 2 120 401  | 22,94      | První místo a postup do 2. kola, ale ústavní soud volby anuloval. | —          | —          | Zrušeno, celé volby se budou opakovat. |

Ústavní soud volby zrušil a nařídil je celé zopakovat, a to včetně podávání kandidatur. Ústřední volební komise 10.3. opakovanou Georgescovu kandidaturu zamítla s odkazem na rozhodnutí ústavního soudu. Georgescovo odvolání zamítl ústavní soud o den později zamítl. Před tímto rozhodnutím předvolební průzkumy ukazovaly, že se jeho podpora pohybuje kolem 40 % voličů.

## Kontroverze a názory
Georgescu ve svém prohlášení vydaném v listopadu 2020 uvedl, že fašistický diktátor Ion Antonescu a Corneliu Zelea Codreanu, zakladatel antisemitistické Železné gardy jsou hrdinové rumunského národa, skrze které „prožil národní dějiny, skrze něž mluví, a nikoli prostřednictvím lokajů globalistických mocností, které dnes dočasně vedou Rumunsko“.
Řekl také, že rumunskou revoluci v roce 1989 využil Západ ke krádeži rumunských zdrojů a několikrát propagoval dezinformace týkající se epidemie Covid-19.
Několik článků v médiích kritizovalo Georgesca za jeho proruské výroky, některé ho dokonce považovaly za zástupce ruských zájmů v Rumunsku. To také vedlo k tomu, že v roce 2022 opustil nacionalistickou stranu AUR.
Georgescu je také kritikem Evropské unie a NATO. Popisuje instalaci blokového obranného štítu proti balistickým raketám na vojenské základně v Deveselu jako „ostudu diplomacie“. Ocenil také ruského prezidenta Vladimira Putina jako „muže, který miluje svou zemi“, řekl, že Rumunsko by se mělo řídit „ruskou moudrostí“ a nazval Ukrajinu „vymyšleným státem“. Řekl, že není proruský a že se chce s Ruskem spíše spolupracovat, než jej provokovat, protože „bezpečnost pochází z dialogu, nikoli z konfrontace“.
Georgescu nevěří v lidské přistání na Měsíci. V podcastu také zmínil, že sycené šťávy obsahují nanočipy, které „do vás vstoupí jako do notebooku“ a změnu klimatu považuje za „globální podvod“, který „nemá nic společného s realitou“.
Theodor Paleologu věří, že Georgescu trpí paranoiou typickou pro kult-gurua.

## Soukromý život
Georgescu je ženatý a má tři děti. Je také praktikem juda.
Má dva účty na TikToku, z nichž jeden má více než 1,7 milionu lajků, než byl smazán v době prezidentských voleb v roce 2024, zatímco druhý má 3,7 milionu lajků a 274 000 sledujících, které v týdnech před volbami rostly.